# Bergparakit
Bergparakit (Psilopsiagon aurifrons) är en fågel i familjen västpapegojor inom ordningen papegojfåglar.

## Utseende
Bergparakiten är en mycket liten och rätt långstjärtad grön parakit. Fjäderdräkten är grön, med blåare anstrykning på vingpennor. Fåglar i Peru har gult på ansikte och bröst.

## Utbredning och systematik
Bergparakit delas in i fyra underarter med följande utbredning:
- P. a. robertsi – norra centrala Peru (Marañóndalen)
- P. a. aurifrons – i kustområden och på näraliggande Andernas västra sluttningarna i centrala Peru
- P. a. margaritae – i Anderna i södra Peru till Bolivia, norra Chile och allra nordvästligaste Argentina
- P. a. rubrirostris – i Anderna i nordvästra Argentina (Catamarca till Córdoba) och näraliggande Chile

## Levnadssätt
Bergparakiten förekommer dels i bergstrakter i Anderna, dels lokalt i kustnära låglänta omrdåen i Peru. Den hittas i klippiga dalar med snåriga buskage, kring närliggande våtmarker och i odlingsbygd. Fågeln ses ofta inte långt från de klippbranter eller sandbankar där den häckar i hålor i kolonier. Den födosöker i buskar och på marken.

## Status
Arten har ett stort utbredningsområde och beståndet anses vara stabilt. Internationella naturvårdsunionen IUCN listar den därför som livskraftig (LC).